# Instituto Francés del Próximo Oriente
El Instituto Francés del Próximo Oriente (en francés: Institut français du Proche-Orient, IFPO por sus siglas) forma parte de los centros de investigación franceses en el extranjero. Está presente en Siria, Líbano, Jordania, Irak y Jerusalén.

## Historia
El Instituto Francés del Próximo Oriente, nació el 1 de enero de 2003 como producto del reagrupamiento del Instituto Francés de Estudios Árabes de Damasco (IFEAD, fundado en 1922), del Instituto Francés de Arqueología del Cercano Oriente (IFAPO, 1946, Siria y Líbano) y del Centro de Estudios e Investigaciones sobre el Medio Oriente contemporáneo (CERMOC, 1977, Líbano y 1988, Jordania). Su estatus es el de una Unidad Mixta de Institutos franceses de investigación en el extranjero (UMIFRE N.º 6), y pertenece tanto al Ministerio de Asuntos Exteriores de Francia como al CNRS.

## Áreas de investigación y vocación regional
El IFPO está presente en Siria, Líbano y Jordania y también tiene por vocación desarrollar la investigación en Irak y los territorios palestinos. Su dirección general está ubicada en Damasco. Su director Eberhard Kienle, sucede a François Burgat (director de 2008 a 2013), y a Jean-Yves L'Hopital (director de junio de 2005 a mayo de 2008) y a Christian Décobert (director de enero de 2003 a agosto de 2004). 
Las misiones del Instituto Francés del Cercano Oriente son: la investigación, la formación, la difusión de conocimientos y la cooperación con las instituciones de investigación locales e internacionales. Dichas misiones se llevan a cabo con el apoyo de los ministerios encargados de la Investigación y la Enseñanza superior y en estrecha relación con ellos. Es un lugar de estudio y de investigación científica en todos los ámbitos de las civilizaciones del Próximo Oriente, antiguas, modernas y contemporáneas. A través de las actividades y de las publicaciones científicas de sus investigadores, el IFPO tiene por vocación incrementar la presencia de Francia al mejor nivel universitario y científico en los diversos campos de investigación relativos a las diferentes civilizaciones del Próximo Oriente en todas sus épocas históricas. Así mismo tiene la importante tarea de formar a los jóvenes investigadores que más tarde se dedicaran a la docencia o a la investigación.

## Organización
El IFPO está organizado en torno a tres direcciones científicas: Arqueología e Historia de la Antigüedad (dirigida por Frederic Alpi); Estudios medievales, modernos y árabes (que dirige Bruno Paoli) y los Estudios Contemporáneos (con Myrialm Catusse como director). En diferentes lugares, investigadores confirmados de estatus diversos son reclutados, ya sea en Francia o en los países de las diferentes sedes del Instituto, en Europa y en el resto del mundo por un periodo de dos a cuatro años y son seleccionados en función de programas científicos en curso. Así mismo, el Instituto da cabida a investigadores en formación de todas las nacionalidades, quienes participan en las diversas actividades científicas durante períodos variables en función de las necesidades de sus trabajos. Un cierto número de becas de corta duración se atribuye para misiones específicas. Numerosos investigadores, becarios y doctores que además son miembros de escuelas doctorales o de equipos de investigación franceses o extranjeros, externos al IFPO, contribuyen a reforzar los lazos y a aumentar la cooperación con todas esas instituciones. Todo ello con la intención de responder a las expectativas de la comunidad científica internacional y de asegurar una verdadera cooperación con los asociados locales al igual que con las instituciones de investigación y enseñanza superior francesas y europeas. 

### Arqueología e Historia de la Antigüedad
La dirección de Arqueología e Historia de la Antigüedad se encarga de desarrollar la investigación científica, la cooperación, las actividades de formación y la difusión de conocimientos que conciernen a la historia y la arqueología del conjunto del Medio Oriente, a partir de la alta prehistoria. Cuenta con la actividad permanente de más de treinta especialistas. 
Sus actividades están en relación directa con aquellas de la veintena de misiones arqueológicas francesas que operan en la región bajo el auspicio de la «Comisión de excavaciones » del Ministerio de Asuntos Exteriores de Francia. Se mantiene una estrecha colaboración con las direcciones de Antigüedades de Siria, Líbano y Jordania. 
El objetivo de esta dirección es constituir un polo de excelencia en materia difusión y valorización de la investigación; formación de futuros investigadores y técnicos; reportes de expertos y cooperación con las instituciones locales; apoyo logístico, científico y técnico a las misiones de investigación arqueológicas e históricas que trabajan en la región. 
Después de 2005 la investigación se articula en torno a cuatro principales ejes: Patrimonio y memoria, Hecho religioso, Agua, gestión de recursos y desarrollo, y Espacios sociales y manifestación de lo político. 
Coloquios, seminarios, conferencias y escuelas doctorales se organizan regularmente y los resultados de esas actividades científicas se publican en la revista Syra en los volúmenes de la Bibliothèque archéologique et historique BAH.

### Estudios medievales, modernos y árabes
La dirección de Estudios medievales, modernos y árabes se encarga de los campos disciplinarios de ciencias humanas y sociales relativas al mundo árabe y musulmán desde los comienzos del Islam en el siglo VII hasta el período moderno del fin de la Primera Guerra Mundial como límite simbólico. Reúne en los diversos sitios del IFPO más de 15 investigadores (pensionarios científicos, investigadores CNRS, becarios). 
La importante misión de esta dirección es desarrollar la investigación y la formación a la investigación en ciencias tales como la arqueología islámica, la lingüística árabe, la literatura árabe clásica y moderna, la filosofía, la historia de las ciencias, la historia del Medio Oriente así como la Islamología, es decir lo que se conoce comúnmente como « estudios árabes », ciencias y disciplinas para las que el conocimiento del idioma árabe es una necesidad fundamental. 
La dirección de Estudios medievales, modernos y árabes, recibe anualmente decenas de investigadores de paso (en estancias que varían entre dos semanas y hasta varios meses) así como 42 estudiantes arabizantes en vías de formación a la investigación y la vida profesional. Para todos ellos, se encuentra a la disposición la biblioteca especializada del IFPO en los diversos aspectos de los estudios orientales con más de 90 mil volúmenes. La biblioteconomía y la edición (con una docena de obras publicadas cada año) constituyen actividades de gran envergadura del IFPO. Asimismo la revista Bulletin de Etudes Orientales BEO dedica cada número a los resultados de los investigadores y especialistas en dichas áreas. 
Los ciclos de perfeccionamiento de la lengua árabe, organizados en torno al curso anual y al curso intensivo de verano, son propuestos a los jóvenes investigadores, los cuales se benefician también de las relaciones que el IFPO sostiene con los principales centros franceses y europeos de estudios árabes y con las diversas instituciones universitarias y científicas localizadas en Siria, Líbano y Jordania tales como las Universidades de Damasco y Alepo en Siria, la Universidad de Saint-Joseph, la Universidad Libanesa de Beirut y la Universidad de Balamand en Líbano, La Universidad Jordana en Amán y la Universidad Yarmouk en Irbid en Jordania, entre otras. 
Las iniciativas de la dirección de Estudios medievales, modernos y árabes, son diversas: seminarios de investigación mensuales sobre ciencias sociales, historia medieval e islamología; organización de coloquios internacionales y mesas redondas, así como sesiones especiales en el marco de estudios doctorales.

### Estudios contemporáneos
La dirección de Estudios contemporáneos se apoya en un equipo pluridisciplinario compuesto de diez investigadores, diversos becarios e investigadores asociados. Se encarga de remarcar las dinámicas e iniciativas de investigación en el seno de los países en los que el IFPO tiene actividad y en la región del Medio Oriente en general. 
Los estudios urbanos constituyen un punto muy importante de los Estudios contemporáneos gracias a la actividad del Observatorio Urbano y de la realización de Atlas de la región. Asimismo la cuestión de Medios de comunicación y la producción cultural en el mundo árabe constituyen campos importantes de investigación. Las cuestiones de relaciones políticas, de espacios sociales y religiosos, de construcciones identificativas constituyen el centro de varios programas de investigación. De la misma manera el estudio de formas de socialización política y de modalidades de puesta en marcha de reformas económicas y políticas en Medio Oriente son áreas de investigación científica para desarrollar. 